# 達萊斯島
67°11′S 59°44′E / 67.183°S 59.733°E
達萊斯島（英語：Dales Island）是南極洲的島嶼，位於麥克羅伯特森地，處於瓦諾克群島以北2公里的威廉斯科斯比群島以北，由英國研究隊發現和命名，現時由南極條約體系管理。